# Gurupi
Gurupi là một đô thị thuộc bang Tocantins, Brasil. Đô thị này có diện tích 1836,65 km², dân số năm 2007 là 71197 người, mật độ 38,76 người/km².